# Parafia św. Marcina w Marcyporębie
Parafia św. Marcina w Marcyporębie – parafia rzymskokatolicka w Marcyporębie w archidiecezji krakowskiej wchodząca w skład dekanatu Wadowice – Północ.
Kościołem parafialnym parafii jest kościół św. Marcina znajdujący się w centrum Marcyporęby.

## Historia
Pierwsza wzmianka o parafii w Marcyporębie pochodzi z 1335 i znajduje się w wykazie parafii płacących świętopietrze w dekanacie zatorskim. Data ta została przyjęta jako data erygowana parafii.
Obecny kościół parafialny wybudowany w 1670 został konsekrowany 18 lipca 1677 przez ówczesnego sufragana diecezji krakowskiej księdza biskupa Mikołaja Oborskiego.

## Współcześnie
Parafia składa się ze wsi: Kopytówka (240 wiernych), Marcyporęba (920 wiernych) oraz części wsi Nowe Dwory (220 wiernych).
Na terenie parafii znajduje się od 1954 Dom Sióstr Nazaretanek.

## Proboszczowie
- 1983 - 2020: ks. kan. Jan Giądła
- od 2020: ks. Rafał Marciak[1]